# 三輪清三
三輪清三（みわ せいぞう、1903年 - 1989年9月18日）は日本の内科医、医学者。千葉大学名誉教授。元千葉大学医学部附属病院長。静岡県出身。

## 経歴
静岡県立静岡中学校を経て、静岡高等学校 (旧制)卒業。1931年（昭和6年）、千葉医科大学卒業、第一内科に入局。国立千葉病院副院長を経て、1955年（昭和30年）、第一内科教授。1963年（昭和38年）、千葉大学医学部附属病院長、同看護学校長を併任。1969年（昭和44年）退官。1971年（昭和46年）、君津中央病院長。
消化器を中心に腎臓、血液、神経、感染症など幅広く診療した。個人の創意を尊重、自由な研究を推進し、その結果、有為の人材が生まれ育ったと言われ、門下から医学教育の教授職者が十指を超えた。
学外においては、日本学術会議会員、48回日本消化器病学会総会会長、2回日本癌治療学会総会会長、12回日本腎臓学会総会会長、その他数多くの学術研究集会の会長の責務を果たした。

## 著書
- 『忘れ得ぬ思い出』 1976.8
- 『中毒』 現代診断検査法大系 第13部門 三輪清三 編  中山書店 1966.4

### 共著
- 『医療原性疾患』 美甘義夫, 三輪清三, 上田泰 南江堂 1969